# Stable Companions
Stable Companions es una película muda dirigida en 1922 por Albert Ward.

## Otros créditos
- Color: Blanco y negro
- Sonido: Muda

- Datos: Q7595752